# 春風亭昇吉
春風亭 昇吉（しゅんぷうてい しょうきち）は、落語家の名跡。特に代数は振られていないが、二名名乗っている。
- 春風亭昇吉 - 後の三遊亭羊之助。
- 春風亭昇吉 - 当代。本項にて記述。

当代春風亭 昇吉（しゅんぷうてい しょうきち、1979年10月29日 - ）は、岡山県赤磐市出身の落語家。落語芸術協会会員。真打。本名は、國枝 明弘（くにえだ あきひろ）。岡山県立岡山城東高等学校卒業、岡山大学法学部中退、東京大学経済学部卒業。東大出身初の落語家。ワタナベエンターテインメント所属。元MENSA会員。身長173センチ。

## 略歴
地元の岡山大学に入学したが授業にはほとんど出ずバイトなどをして過ごし、東京への憧れから東大受験を志し23歳で東京大学文科二類に合格。最初はボクシング部だったが、高校時代からお笑いが好きで落語研究会に入部し、山本進に師事。漫才やコントなどをやる部員が多い中、一人だけ古典落語志向の部員として山本から応援された。
「井の線亭ビリ馬（いのせんてい びりば）」を名乗り、3年時の2006年に第3回全日本学生落語選手権・策伝大賞で優勝（演目は「まんじゅうこわい」）。審査委員長の桂三枝から「落語は荒削りやけど枕がおもろい」と講評された。4年時には高齢者施設、少年院、盲学校などで落語の公演活動を行い、音に敏感な盲学校の生徒から声がとても聞きやすいと言われたのが涙が出るほど嬉しかったという。
経済学部では岡崎哲二のゼミに所属し、2007年に東京大学経済学部経営学科を卒業。落語選手権優勝や落語ボランティア活動などが評価され東京大学総長賞を受賞（年間の総長賞受賞者のうち特に優れた業績を挙げた者に贈られる「東京大学総長大賞」の第1回受賞者の一人にもなった）。金融系企業などへの就職も考えたが、卒業直後に春風亭昇太に入門。
2011年、気象予報士の資格を取得。師匠の昇太は「下積み時代は時間があるから、気象予報士取ってきたら?と勧めたら、ほんとに取ってきた。やっぱ違うなと思った」と語っている。
特技は現代文の読解で、Z会東大現代国語で全国1位になったことがあり、2016年1月16日には当日実施のセンター試験に著名人が挑戦する番組『センター試験解いてみた』（ニコニコ生放送）に出演し、国語で200点満点を獲得した。
2021年5月上席より三遊亭小笑、春風亭昇々、笑福亭羽光とともに真打昇進。策伝大賞入賞者からプロ入りした落語家からは初の真打昇進者となった。披露パーティーは3月に開催されたが、5月1日からの寄席での披露は、三度目の緊急事態宣言を受け寄席が休業したことを受けて6月11日からに延期。同年の8月18日に東大・安田講堂で「春風亭昇吉 真打昇進披露落語会」を行った。
2022年、岡山県赤磐市の「あかいわ広報大使」に就任。
2023年　一般社団法人落語ユニバーサルデザイン化推進協会代表に就任。同年、海城中学高等学校「海城学術顧問」に就任。

## 出演
- 「サキどり↑」（NHK）
- 「ソモサン・セッパ!」（フジテレビ）
- 「超タイムショック」（テレビ朝日）
- 「クイズプレゼンバラエティー Qさま!!」（テレビ朝日）
- 「爆笑 大日本アカン警察」（フジテレビ）
- 「アゲるテレビ」（フジテレビ、中継・天気予報担当、2013年4月1日 - 2013年9月27日）[17]
- 「クイズ30〜団結せよ!〜」（フジテレビ）
- 「プライド せとうち経済の力」(テレビせとうち)
- 「ORANGE」（SBSテレビ、2019年10月 - ）
- 「プレバト!!」(MBS、不定期出演、俳句・特待生3級)
- 「あなたが主役50ボイス」（NHK)
- 「笑う岐阜に福来る～第9回全日本学生落語選手権～」‐レポーター（NHK）
- 「日曜美術館」にほん　美の地図～岡山～（NHK）
- 「くりいむVS林修！クイズサバイバー」（テレビ朝日）
- 「東大王」（TBSテレビ）
- 「マルコポロリ」（関西テレビ）
- 「春風亭昇太のラジオビバリー昼ズ」（ニッポン放送）

## 著書
- 『東大生に最も向かない職業―僕はなぜ落語家になったのか?』 祥伝社　2013年8月 ISBN 978-4396614560
- 『マンガでわかる落語: 古典落語のあらすじ、寄席の楽しみ方が一目瞭然!』 誠文堂新光社　2020年2月 ISBN 978-4416619049